# Éditions du Panama
Les Éditions du Panama sont une ancienne maison d'éditions française très éclectique, active de 2005 à 2009. Son catalogue comptait environ 300 titres.

## Historique
Son nom a été choisi en hommage au poème de Cendrars, Panama ou mes 7 oncles d’Amérique. 
Les éditions du Panama sont fondées en janvier 2005, par Jacques Binsztok (ancien d'Albin Michel, venu des éditions du Seuil, après le rachat de celles-ci par La Martinière), dont il est le PDG. Il s'accompagne d'anciens collaborateurs, les éditeurs Damien Serieyx, Marc Grinsztajn et Brigitte Morel.
Les éditions du Panama publiaient environ 90 titres par an, : fictions françaises et étrangères, littérature jeunesse, livres animés "pop up", essais, beaux livres...
Elle employait 7 salariés permanents.
En octobre 2008, Panama « détient un catalogue de 300 titres et affiche un chiffre d'affaires de 6 millions d'euros. Parmi les beaux succès de librairie, figure Le Cahier de gribouillages pour les adultes, de Claire Fay, vendu à plus de 150 000 exemplaires », selon le journal Le Monde.
D'après ce même journal dans son article d'octobre 2008, évoquant Jacques Binsztok : « Selon ses prévisions, c'est en 2008 que la maison créée en janvier 2005 avec le soutien financier d'Editis, qui a investi plusieurs millions d'euros, devait arriver à l'équilibre. » Le journal ajoute : « C'est à la fin de l'été [2008] que Jacques Binsztok a constaté la volte-face de son bailleur de fonds Editis, qui ne souhaite pas s'exprimer sur le sujet. » Jacques Binsztok cherche alors « un nouveau partenaire financier. »
La maison est placée en redressement judiciaire le 22 décembre 2008, et la liquidation judiciaire est prononcée le 18 juin 2009 par le tribunal de commerce de Paris.
Selon le site Livres Hebdo : « Plusieurs éditeurs s'étaient portés candidats à la reprise de la maison, le 25 mars [2009]. Mais, après désistement de plusieurs d'entre eux (dont Gallimard associé au propriétaire du Bataclan, Olivier Poubelle), il ne restait plus que Max Milo, dont le tribunal n'a pas retenu la candidature. »
Après son départ des éditions à la suite de leur liquidation, Brigitte Morel, éditrice des éditions du Panama, crée avec Antoine Gallimard une maison d'éditions indépendante, les éditions Les Grandes Personnes en novembre 2009, qui rééditeront plusieurs ouvrages jeunesse publiés aux éditions du Panama (ouvrages de Pascale Estellon, de Bernadette Gervais, Beatrice Alemagna...). Elle indique en 2020 : « À la création des Grandes Personnes, nous avons rapidement pu rééditer des ouvrages illustrés de Panama qui sont rapidement devenus des classiques. En librairie, cela a donc été comme une continuité. Nous arrivions avec des auteurs et des livres connus. »
Jacques Binsztok a créé en 2009 une nouvelle maison au sein du groupe Hugo&Cie : JBz&Cie.

## Quelques titres
- Claire Fay, Cahier de gribouillages pour adultes qui s'ennuient au bureau, (ISBN 978-2-7557-0177-7)
- Philippe Delerm, La Tranchée d'Arenberg et autres voluptés sportives,  (ISBN 978-2-7557-0215-6)
- Louis-Stéphane Ulysse, La Fondation Popa,  (ISBN 978-2-7557-0202--6), Prix du style 2007
- A. Némar, G. Léboul, Sauver la France en 15 leçons, exercices & bilan,  (ISBN 978-2-7557-0369-6)
- Edwige Antier, Aldo Naouri, Léo Huisman, Faut-il être plus sévère avec nos enfants ?,  (ISBN 978-2-7557-0404-4)
- Vincent Malone, dessins André Bouchard, Les plus jolies chansons de notre enfance,  (ISBN 978-2-7557-0009-1)
- Marvel Comic Group, Les nouveaux x-men pop-up,  (ISBN 978-2-7557-0334-4)
- Souleymane Bachir Diagne, Comment philosopher en islam ?  (ISBN 978-2-7557-0179-1)
- Hervé Hamon, Paquebot, 2007 (réédité en Points, 2011)  (ISBN 978-2-7557-0248-4)
- Hervé Hamon, Demandons l'impossible, le roman feuilleton de mai 1968, 2008  (ISBN 978-2-7557-0271-2).
- Anne Sibran, Le monde intervalle
- Jean-Michel Payet, Ærkaos (trois tomes), réédité chez Les Grandes Personnes.
- Bernadette Gervais et  Francisco Pittau, Axinamu, 2008 ; rééd. les Grandes personnes, 2010

## Quelques auteurs
- Edwige Antier
- Jean-François Bizot
- Philippe Delerm
- Hervé Hamon
- Aldo Naouri
- Hervé Tullet
- Louis-Stéphane Ulysse
- Raphaël Meltz
- Anne Sibran
- Jean-Michel Payet

## Documentation
- « Les Editions du Panama : Portrait d'éditeur avec chapeau : Jacqies Binsztok / Fanny Joly », revue  Les Nouvelles - Charte des auteurs & illustrateurs pour la jeunesse, n° 29, juin 2005  (ISSN 1620-1760)
- Dossier « Editions du Panama », Paris : La Joie par les Livres, juillet 2012